# Modoald de Trèveris
Modoald de Trèveris o Romoald (Brabant Flamenc?, entre 584 i 590 - Trèveris, Alemanya, 12 de maig del 645 o 648), fou un bisbe de Trèveris de 614 o 626 a la seva mort i un sant de l'Església catòlica. La seva festa se celebra el 12 de maig.

## Biografia
Pertanyia probablement a una família de la noblesa franca instal·lada a la regió de Trèveris. El seu lligam amb els carolingis és probablement erroni. Entre 614 i 620 va esdevenir bisbe de Trèveris: les llistes episcopals d'aquesta ciutat el col·loquen entre Sabaude i Numerià. En el transcurs dels anys 626-627, va participar en el concili de Clichy.
Fou durant el seu episcopat que els arnulfians i els pipínides van esdevenir les famílies més poderoses d'Austràsia. L'homicidi de Crodoald de la casa dels agilolfings, a instància de sant Arnulf de Metz i de Pipí de Landen, va tenir lloc a Trèveris el 624 o 625. Hi ha lloc a creure que Modoald també estava del costat dels arnulfians i dels pipínides, com també els reis austrasians als que donava suport, Dagobert I i Sigebert III. Fou igualment un conseller bastant influent de Dagobert.
Malgrat tot, no va aconseguir donar al bisbat de Trèveris importància política, contràriament al que passava amb el bisbat de Colònia (Alemanya). Va aconseguir, però, apartar el comte de Trèveris que els merovingis havien instal·lat i que feia ombra al poder episcopal. El seu suport va ser recompensat amb diversos privilegis reials; tanmateix els documents que testificaven privilegis donats per Dagobert a Modoald van ser després falsificats: van ser una de les bases sobre les quals es va edificar la influència temporal dels bisbes de Trèves.